# Geocrinia vitellina
Geocrinia vitellina és una espècie de granota que viu a Austràlia.
Està amenaçada d'extinció per la pèrdua del seu hàbitat natural a causa del foc i per la depredació per part de porcs salvatges.